# Lucie Pader
Lucie Pader née le 21 décembre 1992 à Clermont-Ferrand, est une coureuse cycliste professionnelle française.

## Palmarès sur route
- 2013
  - Coupe de France espoirs
  - 2e du championnat de France du contre-la-montre espoirs
  - 5e du coupe de France sur route
- 2014
  - 3e étape du Tour de Charente-Maritime féminin
  - 2e du championnat de France du contre-la-montre espoirs
  - 2e du Tour de Charente-Maritime féminin
  - 3e du Grand Prix Fémin'Ain
  - 4e de la coupe de France sur route

## Palmarès sur piste

### Championnats nationaux
- 2010
  - 3e de la course aux points juniors